# 山村金三郎
山村 金三郎（やまむら かねさぶろう、生没年不詳）は明治時代の東京の地本問屋である。

## 来歴
明治9年（1876年）には浅草区吉野町65番地、明治10年（1877年）には浅草区吉野町56番地において、また、明治12年（1879年）には浅草区芳野町16番地において地本問屋を営業している。豊原国周、永島孟斎、3代目歌川広重、楊洲周延、豊原周義の錦絵を出版している。

## 作品
- 豊原国周 「皇后の宮御歩行ノ図」 大判3枚続 錦絵 明治10年
- 永島孟斎 「西郷君暴徒説諭の図」 大判3枚続 錦絵 明治10年 「永島孟斎画」の落款。
- 3代目歌川広重 「奥州御巡幸」
- 楊洲周延 「於上野公園地グランド君興応ノ図」 大判3枚続 錦絵 明治12年
- 豊原周義 「天覧栄之舞振」 大判3枚続 錦絵 明治13年